# Années 270
Les années 270 couvrent la période de 270 à 279.

## Événements
- Entre 268 et 273 : réorganisation administrative de l’Italie. Aurélien transforme la correcture instituée par Caracalla en une fonction permanente[1].

- Vers 270 :
  - Endubis, roi d’Aksoum (Éthiopie)[3].
  - les Burgondes, qui ont quitté la plaine de la Vistule et entamé leur migration vers l'ouest, sont sur l'Elbe vers 270, alliés aux Vandales du roi Igillos[4].
  - Antoine, âgé de 20 ans, distribue tous ses biens aux pauvres et mène une vie ascétique dans son village de Côme en Égypte. En 285, il part vivre en ermite à Pispir, en plein désert[5].
- 270-275 : Aurélien rétablit l'unité de l'Empire romain ; poursuite de la Crise du troisième siècle (235-285)[6].
- 270-271 : révolte des monétaires à Rome[7].
- 271-282 : construction du mur d'Aurélien à Rome[7].
- 271-273 : usurpation de Zénobie qui prend le titre d'Augusta, son fils Wahballat celui d'Augustus[8].
- 272 : première campagne d'Orient d'Aurélien. Prise d'Antioche, bataille d'Emèse, prise de Palmyre, expulsion de l'évêque d'Antioche Paul de Samosate déposé pour adoptianisme[9].
- 273 : guerre de Rome contre les Carpes. Deuxième campagne d'Orient d'Aurélien. Sac de Palmyre et répression de la révolte d'Alexandrie[10]. L'empereur Aurélien fait abattre les murailles d'Alexandrie et détruit une grande partie du Bruchium, le quartier où sont situés le Musée et la Bibliothèque[11].

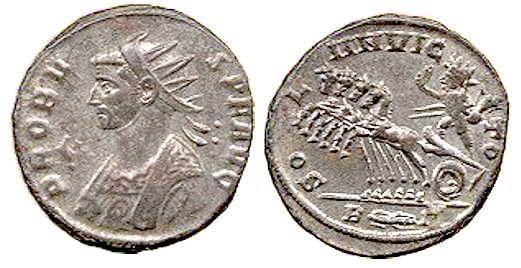
Pièce de l'empereur Probus avec Sol Invictus sur un quadrige. Aurélien impose le monothéisme solaire. Le Soleil est reconnu officiellement comme le dieu suprême de l’empire. Un temple lui est consacré à Rome, des fêtes périodiques sont instituées et un collège public de pontifes du Soleil est créé. Les monnaies frappées à cette occasion représentent l’effigie du Soleil avec pour légende : « Sol dominus imperii romani ». L’empereur, émanation du Soleil, fait figure de dieu de son vivant. Le monothéisme solaire reste la religion officielle jusqu’en 323 à la mort de Licinius.

- 274 : fin de l'Empire des Gaules à la bataille des champs Catalauniques[12]. Triomphe d’Aurélien qui prend le titre de Restitutor Orbis[13]. Réformes monétaire[7] et religieuse à Rome. Le culte solaire devient religion officielle[14].
- 274-275 : persécution d’Aurélien contre les chrétiens opposés au syncrétisme solaire[15] (non certaine, car les actes des martyrs de cette persécution sont suspects, Sulpice Sévère parle d'une paix de l'Église ininterrompue entre l'édit de tolérance de Gallien et la persécution de Dioclétien).
- 275 :
  - principats de Tacite et de Florien[7].
  - nouvelles incursions des Germains dans l'Empire romain[12].
- 276-282 : règne de Probus ; il sécurise l'empire romain par une série de campagnes sur le Rhin, le Danube et en Asie Mineure[7].
- 276-280 : en Perse, les inscriptions du Kartir, grand prêtre zoroastrien des rois sassanides, affirment le mazdéisme comme religion officielle de l'empire ; Kartir dirige la répression des religions « étrangères » comme le manichéisme, le christianisme, le judaïsme et le bouddhisme[16].

## Personnages significatifs
- Aurélien (empereur romain)
- Eutychien
- Kartir
- Marcus Claudius Tacite
- Probus
- Septimia Bathzabbai Zénobie
- Tetricus
- Vahram Ier
- Vahram II
- Victorinus
- Wahballat